# Fiódor Bondarchuk
Fiódor Serguéyevich Bondarchuk (en ruso: Фёдор Серге́евич Бондарчу́к) (9 de mayo de 1967 en Moscú) es un cineasta, actor y productor ruso conocido por dirigir La novena compañía de 2005, que fue la película más taquillera de la cartelera rusa de 2005 y premiada con siete galardones. También aparece acreditado como productor de Zhara, en la cual apareció junto a su madre, la actriz Irina Skóbtseva.
En 2003 recibió el premio TEFI al mejor presentador de televisión y en 2012 el Premio Águila de Oro al mejor actor.
El 15 de octubre de 2012 entró a formar parte del Consejo de Cineastas de Lenfilm.

## Biografía

### Primeros años
Bondarchuk es hijo de la actriz Irina Skóbtseva y de Serguéi Bondarchuk. En 1985 entró a estudiar en la Universidad Panrusa Guerásimov de Cinematografía, donde tuvo como profesor a Yuri Ózerov. Se graduó en 1991. Su debut como actor empezó en 1986 con la película Borís Godunov, dirigida y protagonizada por su padre.

### Carrera cinematográfica
En 1990 empezó su carrera como productor musical. Tres años después recibió el premio Ovatsia en la categoría al mejor productor de Vidéoclips. En 2001 participó en la película Down House, spoof movie basada en la novela de Fiódor Dostoyevski: El idiota en el papel de príncipe Myshkin. Al año siguiente iniciaría su carrera como productor cinematográfico con el film V dvizheniy. A partir de ahí produciría una docena de películas, las cuales acabaron siendo un éxito de taquilla. En 2005 debutó como director en La novena compañía (basada en la guerra de Afganistán de 1979 a 1989). El rodaje tuvo lugar en Crimea y ganó siete premios de los ocho a los que estuvo nominada. También era candidata a la Mejor Película de Habla No Inglesa de los Óscar, pero no fue nominada.
En 2008, dirigió La isla habitada tras recibir el visto bueno de Borís Strugatski para la adaptación de la novela homónima. En 2012, recibió el Águila Dorada al mejor actor por la película Dva dnya de Dunya Smirnova. El mismo año anunció junto al productor Aleksandr Rodnyanski su cooperación con la empresa audiovisual IMAX Corporation, Greg Foster declaró que "Fiódor y Aleksandr me enseñaron un fragmento de quince minutos de la película Stalingrado y quedé encantado de haber hecho la elección correcta al confiar en ellos como compañeros. La película fue estrenada en 2013 y fue la primera producción no americana rodada en formato IMAX.
En 2012, produjo la adaptación cinematográfica de la novela de Serguéi Mináev: Soulless.
En 2008 fundó junto a Konstantín Ernst e Ilyá Bachurin la compañía Glavkinó, una de las productoras más importantes de Rusia.
A finales de enero de 2019, el banco ruso VTB presentó una demanda en el tribunal para declarar en bancarrota a "Glavkino". El monto de las reclamaciones judiciales asciende a aproximadamente 150,000 dólares.